# Naturdenkmal Eiche westlich Niederberge
Das Naturdenkmal Eiche westlich Niederberge steht nordwestlich von Berge im Stadtgebiet von Meschede. 
Der Baum wurde 1994 erstmals mit dem Landschaftsplan Meschede durch den Hochsauerlandkreis als Naturdenkmal (ND) ausgewiesen. Bei der Neuaufstellung des Landschaftsplanes 2020 wurde der Baum  erneut als ND ausgewiesen. Das ND steht im Landschaftsschutzgebiet Hobecke. Die Stieleiche  ist Überbleibsel einer Allee zwischen Ort und Waldrand, die den dortigen Weg
bis in die 1970er Jahre auf rund 350 m Länge als Allee säumte. Die Stieleiche hat einen Stammdurchmesser von 1,00 m. Im Einzelstand hat sich eine arttypische Krone von rund 17 m Durchmesser entwickelt.